# Дібча
Дібча (пол. Dobcza) — розташоване на Закерзонні село в Польщі, у гміні Адамівка Переворського повіту Підкарпатського воєводства.
Населення — 215 осіб (2011).

## Розташування
Розташоване в північному Надсянні. Місцевість лісиста (переважно соснові бори), багато ставків, джерел. Близько нема промислових об'єктів, тому хороша екологічна ситуація.

## Історія
Село спочатку належало роду Сенявських, проте після смерті останнього представника роду Адама Сенявського перейшло до родичів Чарторийських.
У 1831 р. Дібча належала до парохії Добра Ярославського деканату Перемишльської єпархії, при церкві діяла парохіяльна школа, причому в Дібчі з Ковалями було 926 парафіян.
Згідно з «Географічним словником Королівства Польського» село належало до Ярославського повіту Королівства Галичини і Володимирії, у Дібчі в 1880 р. було 146 будинків і проживали 895 мешканців. Римо-католики належали до парафії у Сіняві, а греко-католики — у Добрій. Також була двокласова школа. В 1880 р. в селі налічувалося 834 греко-католики.
Наприкінці XIX ст. село належало князю Владиславу Чарторийському, сину Адама Чарторийського, брата Ізабелли Дзялинської з Чарторийських, котрій належали землі сусідніх сіл (Теплиці, Адамівка та ін.)
У 1939 році в селі проживало 1120 мешканців, з них 1040 українців-грекокатоликів, 35 українців-римокатоликів, 5 поляків і 40 євреїв. Село входило до ґміни Адамівка Ярославського повіту Львівського воєводства. Греко-католики належали до парафії Добра Сінявського деканату Перемишльської єпархії.
У середині вересня 1939 року німці окупували село, однак вже 28 вересня 1939 року відступили і передали радянському 2-му кавалерійському корпусу, оскільки за пактом Ріббентропа-Молотова правобережжя Сяну належало до радянської зони впливу. Однак Сталін обміняв Закерзоння на Литву і на початку жовтня СРСР передав село німцям, південніше села проліг кордон.
1945 року з села було вивезено 617 українців (142 сім'ї) — до Дрогобицької і Львівської областей УРСР.
14 січня 1945 року відбувся бій між НКВД та повстанцями з УПА, які мали свій табір в ліках біла села. Поблизу Дібчої, Доброї та інших сіл був лісовий масив, у якому часто були на постої повстанці. Зокрема, там бували загони куреня «Месники» командира УПА «Залізняка». Сприяло цьому і переважно українське населення вказаних сіл. Було ще декілька боїв біля Добчої як в 1945 та і 1946 роках..
18 травня 1946 року польська банда «Волиняка» атакувала село. Під час акції було розстріляно українських мешканців від 13 до 68 років, спалено 40 будівель. 1966 року на місці поховання замордованих поставлено муровану могилу і таблицю з іменами і віком. Всього двоє дітей 13 і 14 років, 5 жінок та чоловіки старші ніж 35.
Решту українців у 1947 р. під час операції «Вісла» депортовано на понімецькі землі.
У 1975—1998 роках село належало до Перемишльського воєводства.

## Демографія
Демографічна структура станом на 31 березня 2011 року:
|          | Загалом | Допрацездатний вік | Працездатний вік | Постпрацездатний вік |
| -------- | ------- | ------------------ | ---------------- | -------------------- |
| Чоловіки | 107     | 22                 | 74               | 11                   |
| Жінки    | 108     | 19                 | 65               | 24                   |
| Разом    | 215     | 41                 | 139              | 35                   |